# 679 (szám)
A 679 (római számmal: DCLXXIX) egy természetes szám, félprím, a 7 és a 97 szorzata.

## A szám a matematikában
A tízes számrendszerbeli 679-es a kettes számrendszerben 1010100111, a nyolcas számrendszerben 1247, a tizenhatos számrendszerben 2A7 alakban írható fel.
A 679 páratlan szám, összetett szám, azon belül félprím, kanonikus alakban a 71 · 971 szorzattal, normálalakban a 6,79 · 102 szorzattal írható fel. Négy osztója van a természetes számok halmazán, ezek növekvő sorrendben: 1, 7, 97 és 679.
Csillagtestszám.
A 679 négyzete 461 041, köbe 313 046 839, négyzetgyöke 26,05763, köbgyöke 8,78935, reciproka 0,0014728. A 679 egység sugarú kör kerülete 4266,28282 egység, területe 1 448 403,019 területegység; a 679 egység sugarú gömb térfogata 1 311 287 532,8 térfogategység.